# 18-й загін морської охорони (Україна)
18-й загін морської охорони(18 ЗгМО, в/ч 1560) — формування Морської охорони ДПС України для виконання завдань з охорони державного кордону на річковій, 172 км ділянці Дунаю та в частині Чорного моря.

## Історія
Наказом Голови Держкомкордону України в лютому 1996 року на базі 3-ї бригади річкових кораблів ВМС Збройних сил України була сформована Ізмаїльська окрема бригада прикордонних сторожових кораблів у складі чотирьох ПСКР проекту «21204», одного ПСКР проекту «Трофейний», дивізіону малих катерів та допоміжних суден у м. Кілія (26 одиниць).
Командиром бригади був призначений капітан 1-го рангу Мартиян М. П.
6 липня 1996 року ПСКР «Лубни» першим з бригади заступив на охорону державного кордону.
Незважаючи на скрутні економічні умови, кораблі та катери щодня виконували завдання з охорони державного кордону України на Дунаї від стику кордонів трьох держав (України, Молдови та Румунії) до устя річки Дунай.
За підсумками службово-бойової діяльності за 1999 рік Ізмаїльська бригада була визнана кращою серед морських з'єднань Прикордонних військ України і нагороджена Перехідним прапором Одеської обласної адміністрації.
Прикордонники бригади неодноразово проявляли високі професійні навички та мужність при виконанні службових завдань. 26 грудня 1996 року при аварії на прикордонному катері «Аіст» Кілійського дивізіону проявив мужність та героїзм матрос Кушнарьов М. А., який врятував інших матросів, однак, при цьому сам загинув. За цей подвиг він був нагороджений (посмертно) орденом «За мужність» ІІІ ступеня. Наказом Голови Держкомкордону матрос Кушнарьов М. А. був занесений до книги Пошани Прикордонних військ України та на його ім'я названий прикордонний катер.
24 березня 1999 року екіпаж ПСКР «Ізмаїл» вперше в історії прикордонних військ України взяв участь у знищенні морських якірних мін часів німецько-радянської війни, проявив при цьому чіткі та умілі дії, а старший лейтенант Єршов І. С. нагороджений орденом « За мужність» ІІІ ступеня.
У червні 2000 року в бригаді відбулися організаційно-штатні зміни і до її складу увійшов навчальний центр, що залишився після ліквідації Морського навчального загону. Командиром бригади був призначений капітан 1 рангу Ісаков В. В., який раніше командував навчальним загоном.
У грудні 2000 року після проведення організаційних заходів Ізмаїльська БРСКР була розформована, її кораблі та катери увійшли до складу Одеського загону морської охорони.
У червні 2002 року, враховуючи особливості та специфіку охорони південних рубежів України на річці Дунай, рішенням Голови Держкомкордону України було створено 18-й Ізмаїльський загін морської охорони.
14 жовтня 2021 року, у Запоріжжі на острові Хортиця, під час візиту президента України Володимира Зеленського, Бойовий прапор 18-го загону морської охорони Державної прикордонної служби України отримав начальник загону капітан 1-го рангу Олег Шикша. 

### Відновлення загону
У липні 2018 року було прийнято рішення про відновлення загону. 20 лютого 2019 року Кабінет Міністрів ухвалив розпорядження про створення загону.

## Командування
- 1996 — капітан I рангу Мартиян М. П.
- 2000 — капітан I рангу Ісаков В.В.
- 2002—2004 рр. — капітан I рангу Зап'янцев Володимир Олександрович;
- 2005—2007 рр. — капітан I рангу Шевчук Сергій Володимирович;
- З 2007 року загоном командував капітан I рангу Тарасенко Олександр Олександрович.
- 2019 — капітан I рангу Шикша Олег Миколайович[6]